# Chrysoprase
La chrysoprase est une variété gemme de calcédoine nickélifère, elle peut contenir des micro-inclusions de minéraux du nickel tel la kerolite, népouite, pimélite, willemseite.  La couleur varie du vert pomme au vert foncé, toutefois dans ce cas il s'agit plutôt de quartz prase.

## Historique de la description et appellations

### Inventeur et étymologie
Le mot chrysoprase vient du grec ancien χρυσόπρασος, khrusóprasos, attesté dans le Nouveau Testament, lui-même venant de χρυσοῦς, chrysous (« doré »), qui décrit l'éclat, et πράσον, prason (« poireau »), qui décrit la couleur.

### Synonymes
- chrysophrase
- chysoprasus

## Gisements producteurs de spécimens remarquables
- Allemagne

St. Egidien, Glauchau, Saxe
- Australie

Comet Vale, Australie-Occidentale
- États-Unis

Adams Brook nickel prospect, Newfane, comté de Windham, Vermont
- Madagascar

Nickelville, district d'Ambatondrazaka, région d'Alaotra-Mangoro, province de Toamasina (Tamatave)

## Exploitation des gisements
La chrysoprase est souvent taillée en cabochon. Les gemmes les plus pures sont comparables au jade, avec lequel on la confond parfois. 
Cette gemme est une des plus anciennes connues ; elle aurait été notamment portée par Alexandre le Grand et Frédéric II de Prusse.